# Vojna za Chaco
Vojna za Chaco  (šp. Guerra del Chaco) je bil vojaški spopad med dvema tedaj najrevnejšima državama v Južni Ameriki, in sicer med Paragvajem in Bolivijo za severni del pokrajine Gran Chaco v letih 1932 - 1935.
Gran Chaco (slov. Veliko lovišče) je pretežno ravna pokrajina med reko Paragvaj in Andi, velika 300.000 km². Svojčas so predvidevali, da bi lahko v pokrajini našli bogata nahajališča nafte. Zaradi tega sta imeli obe sprti strani za seboj tudi močan naftni lobi; Bolivijce je podpirala ameriška družba Standard Oil of New Jersey (danes Exxon-Mobil), Paragvajce pa družba Royal Dutch Shell.
Za obe državi je bila vojna tudi moralno zelo pomembna. Tako Bolivija kot Paragvaj sta v preteklosti v različnih spopadih s svojimi sosedami izgubili ogromno ozemlja in v tem spopadu sta si želeli povrniti velikost. V Boliviji je npr. izguba dostopa do morja po solitrni vojni pustila globoke čustvene rane in mnogi Bolivijci še danes verjamejo, da je to botrovalo vsem težavam, s katerimi se je država kasneje spopadala. Ravno to prepričanje naj bi državo vodilo, da je pričela vojno s Paragvajem za Gran Chaco.  
Spopadi so v težavnih razmerah potekali na velikem ozemlju v polsušnem področju pokrajine Gran Chaco, zato se je vojne prijelo tudi ime Vojna žejnih (šp. La Guerra de la Sed). 
Cestne povezave z infrastrukturo na področju vojaških aktivnosti so bile slabe, zato sta imeli obe strani velike težave pri oskrbi svojih enot ter kot celinski državi brez dostopa do morja probleme pri dobavi novega orožja (npr. embargo). Obe strani sta sprožili več ofenziv. Kljub temu da je bila bolivijska vojska bolje obrožena in številčnejša, so paragvajske enote z dobro načrtovanimi akcijami uspeli do konca oboroženih konfliktov zadržati nadzor nad ozemljem. 
Po koncu vojne je Paragvaj s sporazumom iz Buenos Airesa leta 1938 dobil večji del severne pokrajine Gran Chaco, ki jo je med spopadi zasedel.